# فرن غاز

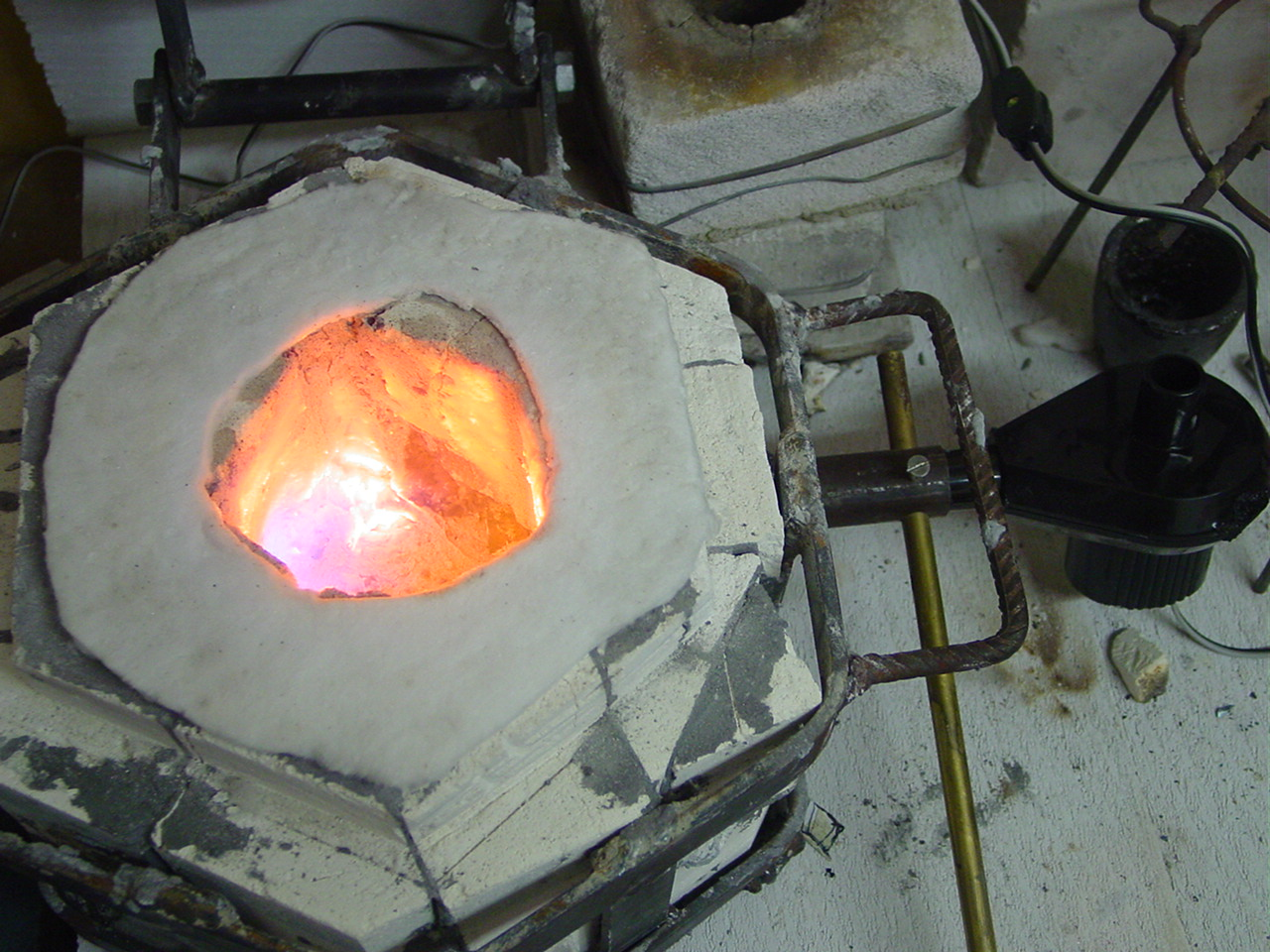
يستخدم موقد البروبان مع الهواء القسري في فرن صهر المعادن.

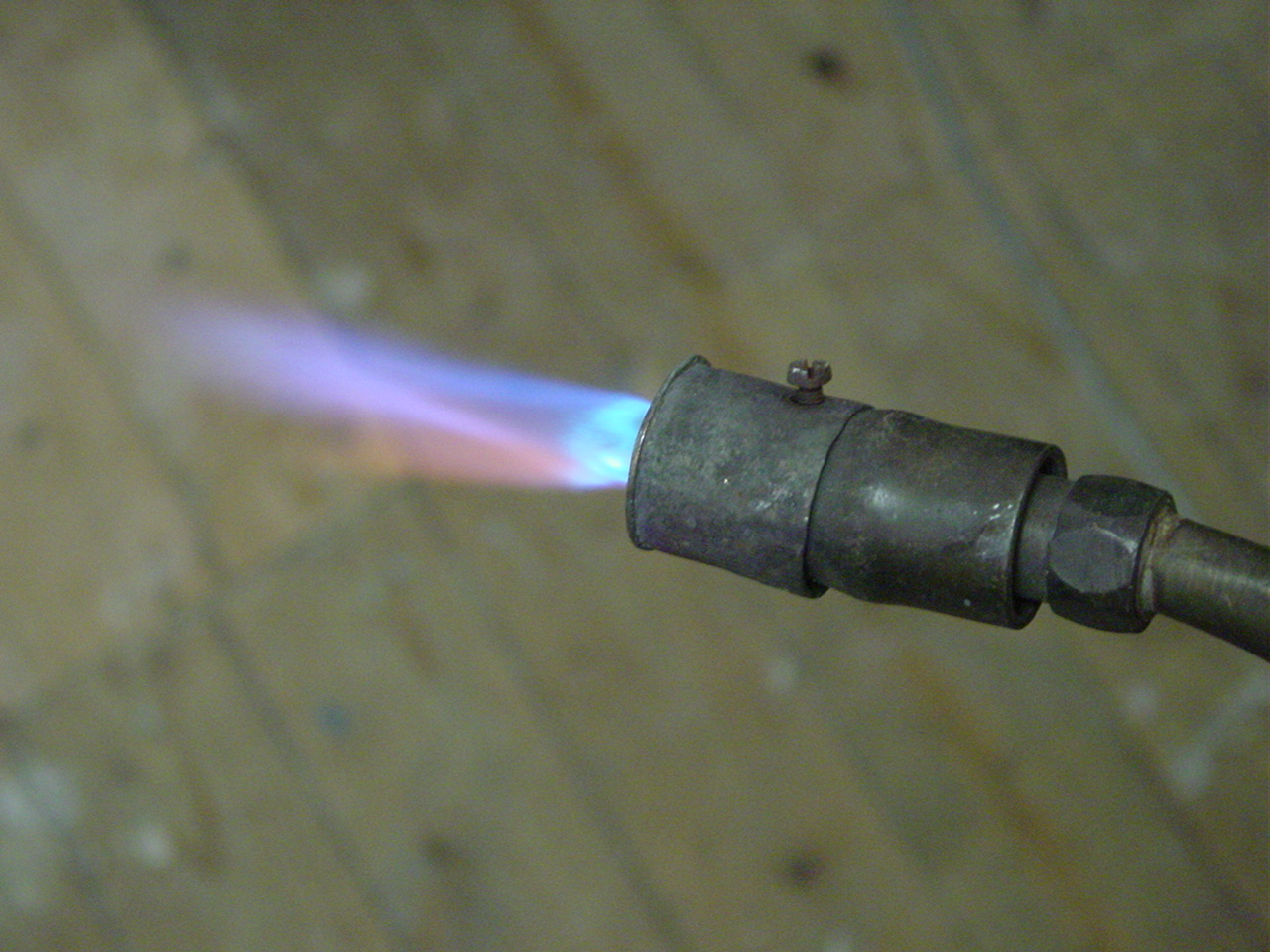
موقد البروبان مع لهب بنسن

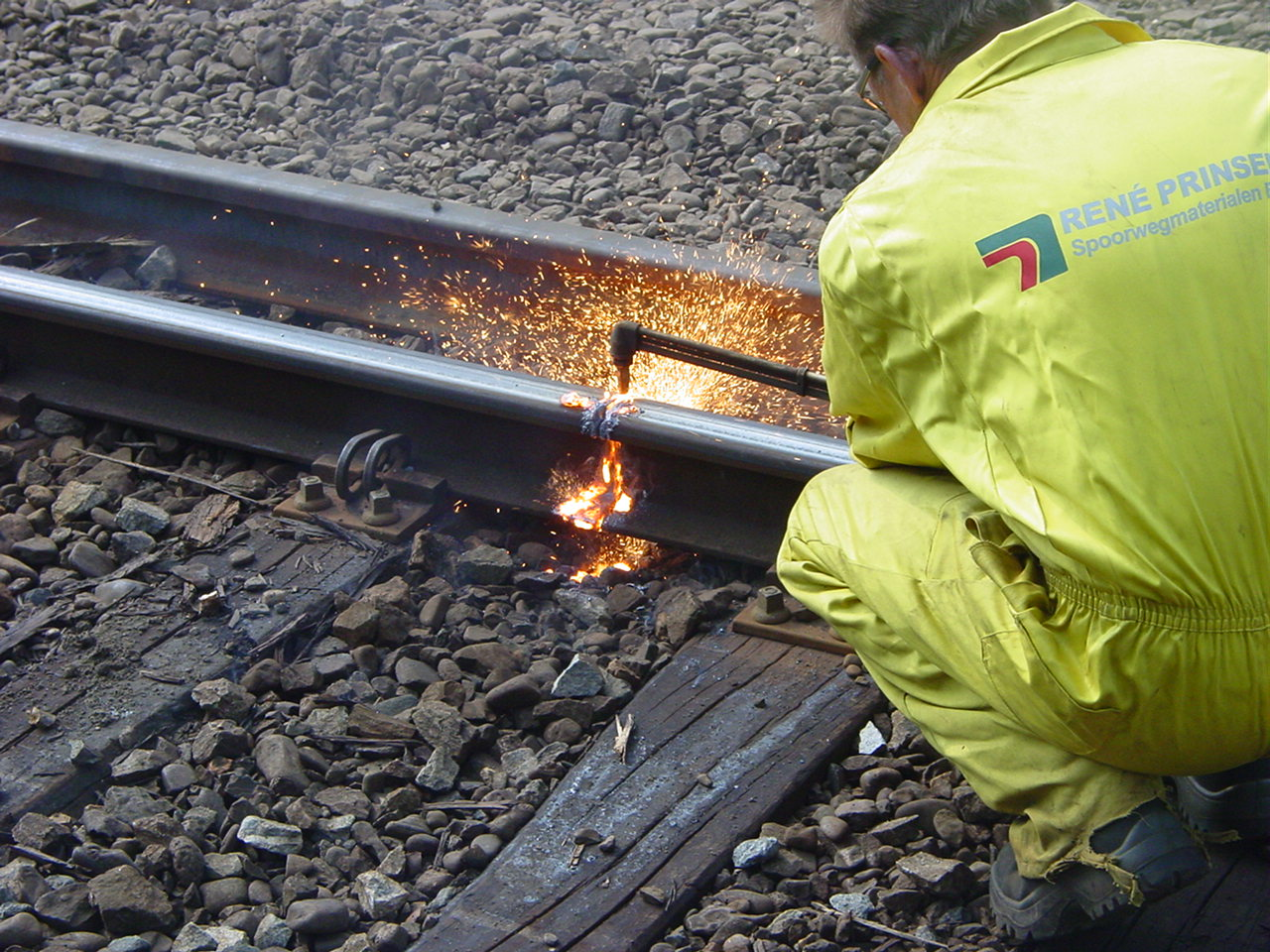
أوكسي أسيتيلين لقطع القضبان الفولاذية

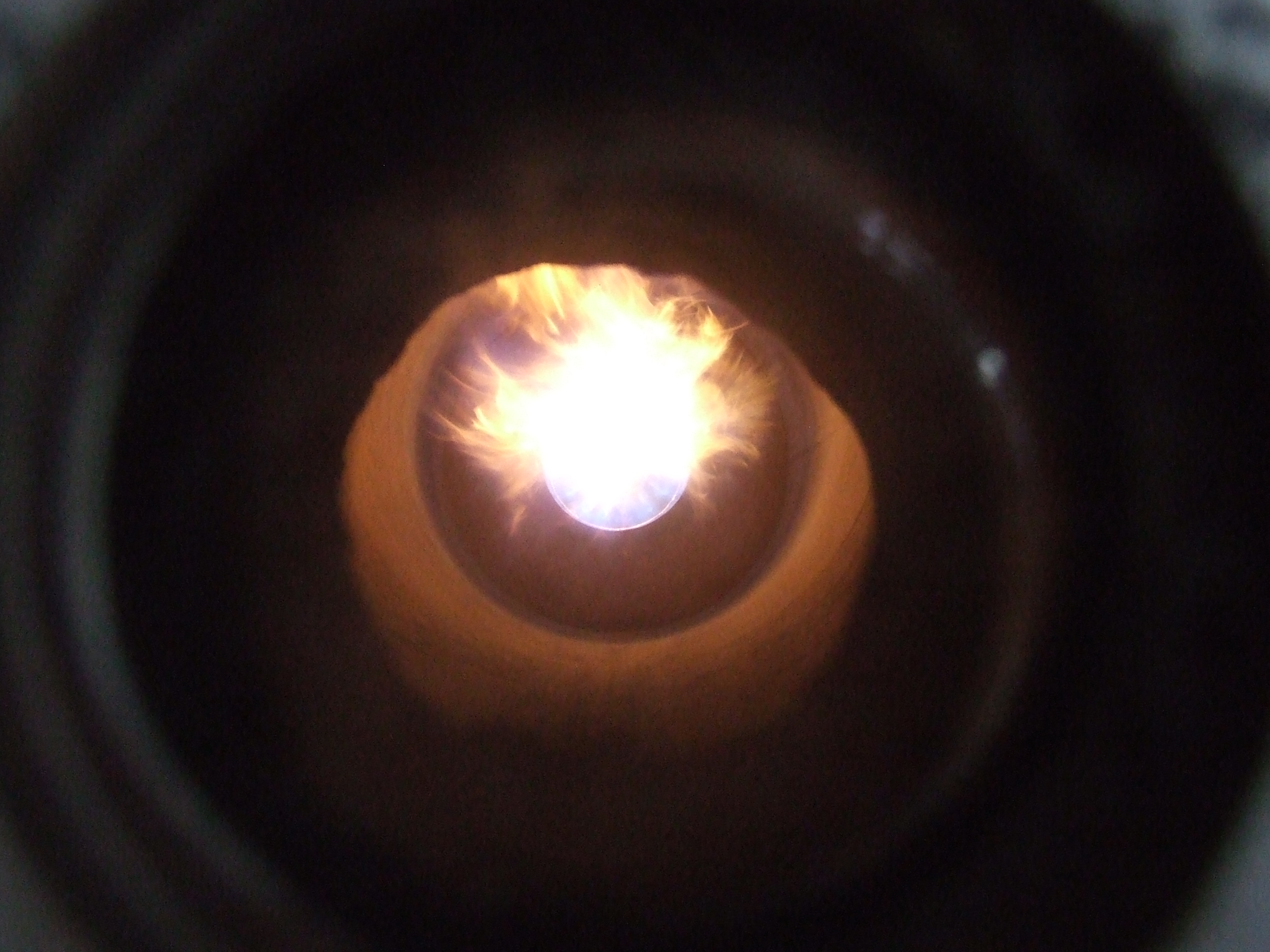
شعلة الغاز والزيت في شعلة مزدوجة

فرن الغاز هو جهاز ينتج لهبًا غير متحكم فيه عن طريق خلط غاز الوقود مثل الأسيتيلين أو الغاز الطبيعي أو البروبان مع عامل مؤكسد مثل الهواء المحيط أو الأكسجين المتوفر، والسماح بالاشتعال والاحتراق.
يستخدم اللهب عمومًا للحرارة أو الأشعة تحت الحمراء أو الضوء المرئي الذي ينتجه. تعمل بعض الشعلات، مثل مشاعل الغاز، على التخلص من الغازات القابلة للاشتعال غير المرغوب فيها أو التي لا يمكن احتواؤها. يتم تشغيل بعض الشعلات لإنتاج أسود الكربون.
يحتوي موقد الغاز على العديد من التطبيقات مثل اللحام بالقصدير واللحام بالنحاس واللحام بالأكسجين، حيث يستخدم الأخير الأكسجين بدلاً من الهواء لإنتاج لهب أكثر سخونة، وهو أمر مطلوب لصهر الفولاذ. تستخدم مختبرات الكيمياء مواقد بنسن التي تعمل بالغاز الطبيعي. في البيئات المنزلية والتجارية، تُستخدم بشكل شائع في مواقد الغاز ومواقد الطهي. لصهر المعادن بنقاط انصهار تصل إلى 1100عند درجة مئوية (مثل النحاس والفضة والذهب)، يمكن استخدام موقد البروبان مع سحب طبيعي للهواء. لدرجات الحرارة المرتفعة، يستخدم الأسيتيلين عادة مع الأكسجين.

## درجات حرارة اللهب للغازات والوقود المشترك
| الغاز / الوقود                                          | درجة حرارة اللهب                   |
| ------------------------------------------------------- | ---------------------------------- |
| البروبان في الهواء                                      | 1980 درجة مئوية 3596 درجة فهرنهايت |
| البيوتان في الهواء                                      | 1970 درجة مئوية 3578 درجة فهرنهايت |
| الخشب في الهواء (عادة لا يتم الوصول إليه في موقد الحطب) | 1980 درجة مئوية 3596 درجة فهرنهايت |
| الأسيتيلين في الهواء                                    | 2550 درجة مئوية 4622 درجة فهرنهايت |
| الميثان (الغاز الطبيعي) في الهواء                       | 1950 درجة مئوية 3542 درجة فهرنهايت |
| الهيدروجين في الهواء                                    | 2111 درجة مئوية 3831 درجة فهرنهايت |
| البروبان مع الأكسجين                                    | 2800 درجة مئوية 5072 درجة فهرنهايت |
| الأسيتيلين في الأكسجين                                  | 3100درجة مئوية 5612 درجة فهرنهايت  |
| البروبان - مزيج البيوتان مع الهواء                      | 1970 درجة مئوية 3578 درجة فهرنهايت |
| الفحم في الهواء (الفرن العالي)                          | 1900 درجة مئوية 3452 درجة فهرنهايت |
| السيانوجين في الأكسجين                                  | 4525 درجة مئوية 8177 درجة فهرنهايت |
| ثنائي سيانو أسيتيلين في الأكسجين (أعلى درجة حرارة لهب)  | 4982 درجة مئوية 9000 درجة فهرنهايت |

يتم تقديم البيانات المذكورة أعلاه مع الافتراضات التالية:
- اللهب ثابت الحرارة
- درجة حرارة الهواء المحيط تصل إلى 20 درجة مئوية،1 بار(جو)
- الاحتراق الكامل (لا يوجد سخام، بل إن اللهب الشبيه باللون الأزرق هو المفتاح) (قياس العناصر المتكافئة)
- درجة حرارة الذروة هذه الملاحظات ليست افتراضات، وتحتاج إلى مزيد من التوضيح:
- سرعة الاحتراق (ليس لها أي تأثير على درجة الحرارة، ولكن يتم إطلاق المزيد من الطاقة في الثانية (على شكل ثابت الحرارة) مقارنة باللهب العادي.
- تؤثر النطاقات الطيفية أيضًا على لون اللهب وجزء الاحتراق وعناصره.
- إشعاع الجسم الأسود (ظهور اللون فقط بسبب الحرارة).
- الغلاف الجوي - يؤثر على درجة حرارة اللهب واللون بسبب تأثير لون الغلاف الجوي.

## حدود القابلية للاشتعال ودرجات حرارة الاشتعال للغازات الشائعة
|                   | حد القابلية للاشتعال أقل، في % | حد القابلية للاشتعال العلوي، في % | درجات حرارة الاشتعال |
| ----------------- | ------------------------------ | --------------------------------- | -------------------- |
| غاز طبيعي         | 4.7                            | 15                                | 482-632 درجة مئوية   |
| البروبان          | 2.15                           | 9.6                               | 493-604 درجة مئوية   |
| البيوتان          | 1.9                            | 8.5                               | 482-538 درجة مئوية   |
| الأسيتيلين        | 2.5                            | 81                                | 305 درجة مئوية       |
| هيدروجين          | 4                              | 75                                | 500 درجة مئوية       |
| الأمونيا          | 16                             | 25                                | 651 درجة مئوية       |
| أول أكسيد الكربون | 12.5                           | 74                                | 609 درجة مئوية       |
| الإيثيلين         | 3.4                            | 10.8                              | 490 درجة مئوية       |

(الجو هو الهواء عند 20 درجة مئوية).

## قيم احتراق الغازات الشائعة
| غاز                       | قيمة الاحتراق                   | قيمة الاحتراق |
| غاز                       | (وحدة حرارية بريطانية/قدم مكعب) | (ميجا جول/م³) |
| ------------------------- | ------------------------------- | ------------- |
| الغاز الطبيعي ( الميثان ) | 950 إلى 1,150                   | 35 إلى 43     |
| البروبان                  | 2,572                           | 95.8          |
| البروبان - خليط البيوتان  | 2500 إلى 3200                   | 90 إلى 120    |
| البيوتان                  | 3,225                           | 120.1         |